# Yasin Hamed
Yasin Hamed (Salonta, 12 settembre 1999) è un calciatore rumeno naturalizzato sudanese, attaccante dell'Al-Ittihad Tripoli e della nazionale sudanese.

## Biografia
È nato a Salonta da madre rumena e padre sudanese.

## Carriera

### Club
Ha giocato nella massima serie rumena e nella seconda divisione ungherese.

### Nazionale
Nel 2019 ha esordito con la nazionale sudanese; è stato convocato per la Coppa d'Africa 2021.

## Statistiche

### Cronologia presenze e reti in nazionale
| Cronologia completa delle presenze e delle reti in nazionale ― Sudan | Cronologia completa delle presenze e delle reti in nazionale ― Sudan | Cronologia completa delle presenze e delle reti in nazionale ― Sudan | Cronologia completa delle presenze e delle reti in nazionale ― Sudan | Cronologia completa delle presenze e delle reti in nazionale ― Sudan | Cronologia completa delle presenze e delle reti in nazionale ― Sudan | Cronologia completa delle presenze e delle reti in nazionale ― Sudan | Cronologia completa delle presenze e delle reti in nazionale ― Sudan |
| Data                                                                 | Città                                                                | In casa                                                              | Risultato                                                            | Ospiti                                                               | Competizione                                                         | Reti                                                                 | Note                                                                 |
| -------------------------------------------------------------------- | -------------------------------------------------------------------- | -------------------------------------------------------------------- | -------------------------------------------------------------------- | -------------------------------------------------------------------- | -------------------------------------------------------------------- | -------------------------------------------------------------------- | -------------------------------------------------------------------- |
| 13-11-2019                                                           | Omdurman                                                             | Sudan                                                                | 4 – 0                                                                | São Tomé e Príncipe                                                  | Qual. Coppa d'Africa 2021                                            | -                                                                    | 77’                                                                  |
| 9-10-2020                                                            | Radès                                                                | Tunisia                                                              | 3 – 0                                                                | Sudan                                                                | Amichevole                                                           | -                                                                    | 46’                                                                  |
| 11-6-2021                                                            | Omdurman                                                             | Sudan                                                                | 3 – 2                                                                | Zambia                                                               | Amichevole                                                           | -                                                                    | 65’                                                                  |
| 13-6-2021                                                            | Omdurman                                                             | Sudan                                                                | 0 – 1                                                                | Zambia                                                               | Amichevole                                                           | -                                                                    | 79’                                                                  |
| 19-6-2021                                                            | Doha                                                                 | Libia                                                                | 0 – 1                                                                | Sudan                                                                | Coppa araba FIFA 2021 - Turno preliminare                            | -                                                                    | 64’ 92’                                                              |
| 2-9-2021                                                             | Rabat                                                                | Marocco                                                              | 2 – 0                                                                | Sudan                                                                | Qual. Mondiali 2022                                                  | -                                                                    | 65’                                                                  |
| 7-9-2021                                                             | Omdurman                                                             | Sudan                                                                | 2 – 4                                                                | Guinea-Bissau                                                        | Qual. Mondiali 2022                                                  | -                                                                    | 46’                                                                  |
| Totale                                                               |                                                                      | Presenze                                                             | 7                                                                    |                                                                      | Reti                                                                 | 0                                                                    |                                                                      |